# Aeroportul Gagnoa
Aeroportul Gagnoa (IATA: GGN, ICAO: DIGA) este un aeroport din Coasta de Fildeș ce deservește zona Gagnoa. A fost numit după zona deservită.
Situat la o altitudine de 205 m, aeroportul dispune de o singură pistă.